# Anjidiv
Anjidiv, aussi appelée Anjadip, est une île inhabitée d'Inde située dans l'océan Indien. Cette île fut une ancienne possession portugaise au temps de l'Inde portugaise

## Géographie

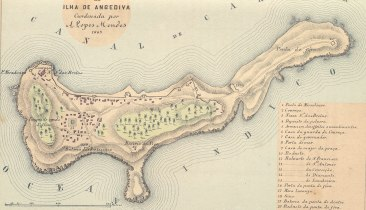
Carte portugaise d'Anjediva établi en 1885.

L'île se situe au sud de l'état de Goa à qui elle est rattachée. L'île, longue d'un kilomètre et demi, est située au large de la côte de Canacona

## Histoire
La présence portugaise sur l'île a commencé avec l'arrivée de l'explorateur portugais Francisco de Almeida qui débarque sur l'île le 13 septembre 1505 et ordonne la construction d'une forteresse (détruite sept mois plus tard). Afonso de Albuquerque confortera l'intéret stratégique de l'île pour verrouiller la prise de Goa en 1515 mais resta inoccupée jusqu'en 1661 lorsque les Anglais s'y installent temporairement en attendant le contrôle de Bombay par la Compagnie britannique des Indes orientales.
Anjidiv constitue un excellent refuge qui sera utilisé par les chrétiens et les hindous du continent lors de l'invasion de royaumes côtiers par Tipû Sâhib, au cours de la Troisième guerre du Mysore en 1790. L'île restera sous la souveraineté portugaise jusqu'au 22 décembre 1961, date à laquelle l'Inde reprend les territoires aux Portugais au cours de l'Opération Vijay.

## Source de la traduction
- (es) Cet article est partiellement ou en totalité issu de l’article de Wikipédia en espagnol intitulé « Isla Anjadip » (voir la liste des auteurs).